# Alexis Lévrier
Pour les articles homonymes, voir Lévrier (homonymie).
Alexis Lévrier, né le 31 décembre 1975 à Périgueux, est un essayiste, chroniqueur et historien français, spécialiste de l’histoire du journalisme.

## Biographie
Après une maîtrise consacrée au théâtre de Marivaux (soutenue à l’université Toulouse-Le-Mirail en 1998), il consacre son DEA et son doctorat de littérature française au journalisme d’expression individuelle du XVIIIe siècle. Il soutient sa thèse en novembre 2005 à l’université de Reims, sous la direction du professeur Françoise Gevrey. Un ouvrage tiré de ce travail est publié en 2007 aux Presses de l'université Paris-Sorbonne.
Alexis Lévrier est maître de conférences à l’université de Reims depuis 2007. Il est par ailleurs chercheur associé au Groupe de recherches interdisciplinaires sur les processus d'information et de communication (centre de recherche du CELSA). Il est membre nommé du Conseil national des universités entre 2015 et 2019.
Il publie régulièrement des tribunes dans Le Monde en tant qu'historien des médias .

## Domaines de recherche
Tous ses travaux sont consacrés à l’histoire du journalisme français et européen. D’abord spécialiste de la presse d’Ancien Régime, il élargit ensuite ses recherches pour traiter de l’histoire récente et de l’actualité du journalisme. Il étudie en particulier l’histoire littéraire, culturelle et matérielle de la presse.
Ses travaux portent notamment sur l’imaginaire du journal et sur l’identité collective des journalistes. Il s’interroge sur les liens que partage la presse écrite avec d’autres modes d’expression, tels que la bande dessinée,,.
Alexis Lévrier s’intéresse également aux relations entre journalisme et politique, sujet auquel il a consacré deux essais: Le contact et la distance. Le journalisme politique au risque de la connivence  et Jupiter et Mercure. Le pouvoir présidentiel face à la presse,,.

## Publications
- Érudition et polémique dans les périodiques anciens (XVIIe – XVIIIe siècles), sous la direction de Françoise Gevrey et Alexis Lévrier, Reims, Épure, 2007.
- Alexis Lévrier, Les journaux de Marivaux et le monde des « spectateurs[11] , Paris, Presses de l'université Paris-Sorbonne, coll. « Lettres françaises », 2007
- Regards sur les « spectateurs », sous la direction de Klaus Dieter Ertler, Alexis Lévrier et Michaela Fischer, Francfort, Peter Lang, 2012.
- Matière et esprit du journal, du Mercure galant à Twitter [12],[13],[14], sous la direction d’Alexis Lévrier et Adeline Wrona, Paris, Presses de l'université Paris-Sorbonne, coll. « Histoire de l’imprimé », 2013.
- La spectatrice, sous la direction d’Alexis Lévrier, Reims, Épure, coll. « Héritages critiques », 2013.
- Alexis Lévrier, Le contact et la distance : le journalisme politique au risque de la connivence[7], Paris, Les Petits matins, coll. « Médias, politique et communication », 2016.
- Éthique, poétique et esthétique du secret de l’Ancien Régime à l’époque contemporaine, sous la direction de Françoise Gevrey, Alexis Lévrier et Bernard Teyssandier, Louvain, Éditions Peeters, coll. « La République des lettres », 2016.
- Correspondance littéraire de Karlsruhe, t. II, 2 janvier 1760-20 juin 1766, textes édités par Sébastien Drouin, Henri Duranton, Béatrice Ferrier, Cyril Francès et Alexis Lévrier, Paris/Genève, Champion/Slatkine, vol. 5.2, 2016.
- Presse et bande dessinée: une aventure sans fin[4],[5],[6], sous la direction d'Alexis Lévrier et de Guillaume Pinson, Bruxelles, Les Impressions nouvelles, 2021.
- Alexis Lévrier, Jupiter et Mercure. Le pouvoir présidentiel face à la presse[8],[9],[10], Paris, Les Petits matins, coll. « Médias, politique et communication », 2021.